# Andrzej Kłak
Andrzej Kłak (ur. 1982 w Zapolicach) – polski aktor teatralny, telewizyjny i filmowy.

## Życiorys

### Wczesne lata
Urodził się i wychowywał pod Zduńską Wolą w Zapolicach, gdzie w przedszkolu brał udział w różnych przedstawieniach i w 1997 ukończył Szkołę Podstawową im. 4. Pułku Piechoty Legionów. Naukę kontynuował w Liceum Plastycznym im. Katarzyny Kobro w Zduńskiej Woli, gdzie uczęszczał na warsztaty teatralne do Miejskiego Domu Kultury. W 2008 ukończył studia na Wydziale Aktorskim wrocławskiej filii Akademii Sztuk Teatralnych im. Stanisława Wyspiańskiego w Krakowie.

### Kariera
W 2002 jako student wystąpił w etiudzie szkolnej Nalewka. W 2006 zagrał Wojtka w Teatrze Telewizji w spektaklu Techniki negocjacyjne u boku Agnieszki Grochowskiej w reżyserii Magdaleny Piekorz. W 2008 zdobył nagrodę publiczności dla „najbardziej elektryzującego aktora” i Nagrodę Aktorską na XXVI Festiwalu Szkół Teatralnych za rolę Ojca w Zwyczajnych szaleństwach i za postać Sędziego Spłycia w Wesołych kumoszkach z Windsoru.
Po ukończeniu studiów, w 2008 został zaangażowany przez Piotra Kruszczyńskiego do Teatru Dramatycznego im. Jerzego Szaniawskiego w Wałbrzychu. Grał m.in. w Opętanych (2008) Gombrowicza w reż. Krzysztofa Garbaczewskiego, Niech żyje wojna!!! (2009) Pawła Demirskiego w reż. Moniki Strzępki, Oldze Tokarczuk z Wałbrzycha (2009) Olgi Tokarczuk, Dynastii (2010) Natalii Korczakowskiej jako Dex i A, nie z Zielonego Wzgórza (2011) Katarzyny Raduszyńskiej. W 2012, podczas V Międzynarodowego Festiwalu Teatralnego Boska Komedia w Krakowie, za kreację w spektaklu O dobru Pawła Demirskiego w reż. Moniki Strzępki otrzymał nagrodę za najlepszą drugoplanową rolę męską.
1 kwietnia 2012 dołączył do zespołu artystycznego Teatru Polskiego we Wrocławiu. W grudniu 2012 na Scenie na Świebodzkim w przedstawieniu Courtney Love Moniki Strzępki i Pawła Demirskiego zagrał postać Krista Novoselica. W inscenizacji Dzieci z Bullerbyn (2013) Astrid Lindgren w reż. Anny Ilczuk wystąpił jako Bosse. Znalazł się też w obsadzie sztuki Termopile polskie (2014) Tadeusza Micińskiego w reż. Jana Klaty i Dziadów część III (2015) Adama Mickiewicza w reż. Michała Zadary jako Feliks Kółakowski, Justyn Pol i Zenon Niemojewski.
W 2017 został uhonorowany nagrodą za najlepszą drugoplanową rolę męską za wszystkie (liczne) role w spektaklu Fuck Sceny Buntu na X Międzynarodowym Festiwalu Teatralnym „Boska Komedia” w Krakowie. W 2018 kreacja Franza K. w Procesie Franza Kafki w adaptacji, reżyserii i scenografii Krystiana Lupy w Nowym Teatrze w Warszawie przyniosła mu nagrodę miesięcznika „Teatr” im. Aleksandra Zelwerowicza za najlepszą kreację aktorską w sezonie 2016/2017.
Od kwietnia 2017 pracuje w Teatrze Powszechnym w Warszawie.
W 2023 otrzymał nagrodę Międzynarodowego Festiwalu Teatralnego Boska Komedia za najlepszą rolę męską za rolę w spektaklu MELODRAMAT.
Poza teatrem można go oglądać w telewizji, m.in. w serialu Artyści (2016) w roli reżysera Krzysztofa Schillera czy sitcomie Polsat Świat według Kiepskich w roli Mikołaja Kopernika, a także w filmach: Sztuka kochania (2017) w reż. Marii Sadowskiej jako filozof i Cicha noc (2017) w reż. Piotra Domalewskiego jako chłopak z wypożyczalni samochodów.

## Życie prywatne
W 2015 poślubił aktorkę Annę Ilczuk, z którą ma córkę Zofię (ur. 2014).

## Filmografia
- 2007: Pierwsza miłość – Chudy
- 2009: Dekalog 89+ – diler (odc. 4)
- 2009: Pierwsza miłość – dziennikarz
- 2011: Licencja na wychowanie – nauczyciel śpiewu (odc. 92)
- 2013: Obcy (etiuda szkolna) – Tadek
- 2014: Konstelacje (etiuda szkolna) – mężczyzna
- 2015: Perfect Killing (etiuda szkolna) – grzybairz
- 2016: Stolik (serial telewizyjny) – kelner
- 2016: Artyści (serial telewizyjny) – reżyser Krzysztof Schiller
- 2017: Ultraviolet (serial telewizyjny) – Akadiusz Lipka (odc. 6)
- 2017–2020: Świat według Kiepskich – Mikołaj Kopernik (odc. 517, 518, 521, 525–527, 529, 535–537, 540, 542, 544, 566)
- 2017: Sztuka kochania – filozof
- 2017: Polska niepodległa – historia w ożywionych obrazach – chłop
- 2017: Cicha noc (film) – chłopak z wypożyczalni samochodów
- 2018: To, co jest (etiuda szkolna) – Ignacy
- 2018: Rojst (serial telewizyjny) – lekarz w więzieniu (odc. 2–3)
- 2018: Porachunki (etiuda szkolna) – policjant
- 2018: Relax (film) – ksiądz
- 2018: 1983 (serial telewizyjny) – technik BBi (odc. 7)
- 2019: Porachunki (etiuda szkolna) – policjant
- 2019: Jak zostałem gangsterem. Historia prawdziwa – Kwaśniak
- 2019: O mnie się nie martw – Adrian I (odc. 121)
- 2019: Inkarno (spektakl telewizyjny) – pacjent bez osobowości
- 2019: Ikar. Legenda Mietka Kosza – konferansjer
- 2020: Wenus z Willendorfu (etiuda szkolna) – Mariusz
- 2020: Brigitte Bardot cudowna – brunet
- 2020: Król (serial telewizyjny) – Munja Weber (odc. 1–2, 4–8)
- 2020: Jak najdalej stąd – Kurczak
- 2020: Erotica 2022 – drugi reżyser (odc. 1)
- 2021: Prime Time – Grzegorz
- 2021: Cudak (film) – Szymek Akerman
- 2021: Kowalscy kontra Kowalscy – komornik Stachu (odc. 1, 9, 16–17)
- 2021: Kuchnia – kucharz Leszek Słowik
- 2021: Hiacynt – agent z bielizną
- 2021: Jakoś to będzie – sokista
- 2022: Marzec '68 – pijaczek w tramwaju
- 2022: Mój agent – reżyser Bruno (odc. 6)
- 2022: Piękna łąka kwietna – Emil
- 2022: Lulu – Tadeusz Wolski
- 2023: Wspaniałe kilka minut – Nagły
- 2023: 1670 – Andrzej Pobreża

## Nagrody
- 2008: Nagroda Aktorska za rolę Ojca w przedstawieniu „Zwyczajne szaleństwa” oraz za rolę Sędziego Spłycia w przedstawieniu „Wesołe kumoszki z Windsoru” na XXVI Festiwalu Szkół Teatralnych w Łodzi
- 2008: Nagroda Publiczności za najbardziej „elektryzującą” rolę męską na XXVI Festiwalu Szkół Teatralnych w Łodzi
- 2017: Nagroda za najlepszą drugoplanową rolę męską; za wszystkie (liczne) role w spektaklu „Fuck Sceny Buntu” na 10. Międzynarodowym Festiwalu Teatralnym „Boska Komedia w Krakowie
- 2018: Nagroda miesięcznika „Teatr” im. Aleksandra Zelwerowicza za najlepszą kreację aktorską w sezonie 2016/2017; za rolę Franza K. w „Procesie” Franza Kafki w adaptacji, reżyserii i scenografii Krystiana Lupy w Nowym Teatrze w Warszawie